# Defensa Civil de Chile
La Defensa Civil de Chile (DCCh) es una institución de derecho público creada en 1945 que tiene a su cargo la misión de prevenir, evitar, reducir y reparar los efectos de cualquier catástrofe sea que provenga de conflictos armados o de fenómenos sísmicos, incendios, inundaciones, ruinas, epidemias, otros siniestros y calamidades públicas.
El Jefe Superior de la Defensa Civil de Chile es el Ministro de Defensa Nacional (conforme establece la ley N.º 8059), quien podrá delegar las atribuciones que le confiere la ley en el Director General. La acción de la defensa civil se canaliza por intermedio de las autoridades administrativas, militares o las que al efecto se designaren.

## Antecedentes históricos
Fue en el ámbito de la Segunda Guerra Mundial, cuando se creó en Gran Bretaña el primer servicio de defensa civil, ideado como un organismo de protección de la población que se encontraba en situación de desamparo y desorganización en las ciudades que eran víctimas de los constantes bombardeos de la aviación adversaria.
A principios del año 1941, el Estado Mayor General del Ejército, preocupado de satisfacer las necesidades de la defensa nacional del país, dispuso que el capitán Raúl Aldunate Phillips, oficial que se encontraba en Estados Unidos, se dedicara a estudiar en aquel país los problemas relacionados con la defensa civil y protección de las poblaciones. El 29 de julio de 1942 se iniciaron los estudios a cargo del Capitán Aldunate, para lo cual se organizaron comisiones de trabajo las que emitieron su primer informe en el mes de septiembre de 1942. Tiempo después, se informaba al Estado Mayor de los resultados de esos estudios, complementados con otras investigaciones sobre las organizaciones civiles de aprovechamiento militar y cívico de otros países.
A mediados de julio, el capitán Aldunate era llamado cablegráficamente por el Ministro del Interior, Raúl Morales Beltrami, y el 29 de julio de 1942, el Presidente de la República procedió a dictar el Decreto Supremo N.º 4245, mediante el cual se instrumentaba la creación de la Defensa Civil de Chile. El mismo dispone en su parte dispositiva sustancial:

(...) DECRETO 1º) Designase ad-honorem, una comisión, para que, dentro del plazo de 30 días a contar desde la fecha del presente Decreto, estudie, en sus múltiples aspectos, la organización de la Defensa Civil, en todo el territorio nacional y proponga al Ministerio del Interior la resolución que corresponda;

Tiempo después, el 2 de diciembre de 1942 se dictó el Decreto Supremo N.º 6663, que dio vida oficial a la Defensa Civil de Chile, designándose al Capitán Aldunate como su primer director general. Desde entonces, su actividad se ha desarrollado en todas las emergencias que han afectado al país desde 1945.

## Misión
Participar con el voluntariado en tareas de educación y responsabilidad social en beneficio de la ciudadanía promoviendo actividades de prevención y respuesta ante la ocurrencia de un incidente natural y/o producto de la acción humana e incorporada como parte integrante del Sistema Nacional de Protección Civil.

## Funciones
1. Participar en el Sistema Nacional de Protección Civil.
2. Apoyar y cooperar a nivel nacional en forma permanente, en la difusión de las “políticas públicas” relacionadas con la Protección Civil.
3. Capacitar, instruir y entrenar a su voluntariado, en tareas de prevención y respuesta ante situaciones de emergencia, elaborando y ejecutando programas de formación, perfeccionamiento y capacitación en el ámbito de la protección civil.
4. Proporcionar apoyo y cooperación a la población afectada por emergencias.
5. Apoyar y cooperar en la recepción de acopio y distribución, de  la ayuda humanitaria que se reciba para fines de emergencia.
6. Mantener un sistema de enlace de  telecomunicaciones permanente (respaldo red de emergencia nacional), a través de su sistema de comunicaciones institucional.
7. Proporcionar enlace, información útil y asesoría a las autoridades comunales y participar en la elaboración de los planes de emergencia de los comités de protección civil, para cuando se active el comité de operaciones de emergencia.
8. Colaborar en la ejecución de planes o programas de acción social, dirigidos a personas o grupos vulnerables.
9. Brindar asistencia en el ámbito de las actividades comunitarias.
10. Administrar albergues que se activen  cuando se produzca una emergencia, o cuando las circunstancias lo ameriten, de acuerdo a la planificación  de  las autoridades competentes.

## Personal
Integran la Defensa Civil de Chile todas las personas físicas que deseen ingresar a ella en calidad de Voluntarios. Asimismo, la Defensa Civil cuenta con personal de categoría “Disponible” que, de acuerdo a lo dispuesto en el Art. 30 del D. L. N° 2.306 de 1978, la Dirección General de Movilización Nacional ponga a su disposición. Este personal es asignado a prestar servicios en la Defensa Civil de Chile, cumpliendo con sus funciones por un período similar al Servicio Militar, donde son preparados para cumplir misiones propias de la institución. En la actualidad la Defensa Civil cuenta con un total de 9.000 integrantes de los cuales son 5.500 Voluntarios y 3.500 corresponden a personal en la categoría Disponibles.

## Defensa Civil Local
La Defensa Civil de Chile se encuentra organizada a lo largo de todo el territorio nacional, contando en la actualidad con 59 Sedes Locales y 41 Estaciones de Radio. Las Sedes Locales son las unidades operativas y de acción de la institución ante una emergencia o catástrofe, y se insertan en los respectivos Comités de Emergencias y en los Centros de Operaciones de Emergencia (C.O.E.) a nivel comunal, provincial y regional, organismos que les fijan las misiones a cumplir en su zona respectiva.

## Directores generales
- Cnel. de Ejército, Julio Valdés Viveros[1][2] (4 de febrero de 2015 - 30 de agosto de 2018)
- Cnel. de Ejército, Rodrigo Vásquez Islas[3] (30 de agosto de 2018 - 24 de diciembre de 2019)[4]
- Cnel. de Ejército, Alejandro Kluck Valenzuela